# Escuela Nacional de Artes Visuales
La Escuela Nacional de Artes Visuales (ENAV) es una institución educativa pública especializada en la formación en artes plásticas en la República Dominicana. Está adscrita a la Dirección General de Bellas Artes, órgano del Ministerio de Cultura. Fue inaugurada el 19 de agosto de 1942 bajo el nombre de Escuela Nacional de Bellas Artes y ha desempeñado un papel central en la historia del arte dominicano moderno y contemporáneo.

## Historia

### Antecedentes

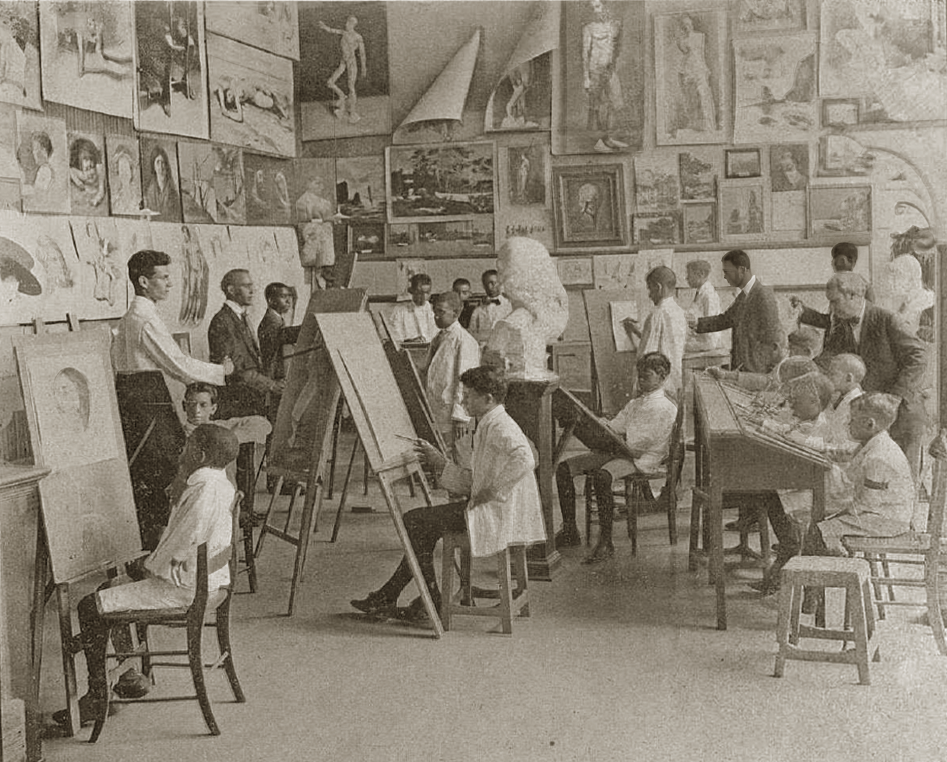
La Academia de dibujo y pintura de Santiago de Cuba, dirigida por el Sr. Luis Desangles. El artista desempeñó un papel importante en la formación artística de la región y en el país.

Tras la proclamación de la independencia en 1844, la República Dominicana no contaba con un sistema formal de enseñanza artística. A diferencia de otros territorios como Cuba, donde ya existían instituciones académicas dedicadas al arte, en el nuevo Estado dominicano la formación en artes plásticas se desarrolló de forma dispersa y no institucionalizada. Cuando no eran autodidactas, los primeros artistas dominicanos se formaban gracias a estudios realizados en el extranjero, al acceso a manuales de dibujo y pintura, y a clases particulares impartidas por artistas locales o extranjeros.
Durante las últimas décadas del siglo XIX comenzaron a surgir en Santo Domingo las primeras iniciativas organizadas para establecer una enseñanza artística sistemática. Una de ellas se concretó en 1883, con la llegada al país del artista español Juan Hernández Corredor y Cruz, quien, animado por la Sociedad Amigos de la Enseñanza, fundó una escuela de dibujo y pintura. Su taller ofrecía clases accesibles, con tres lecciones semanales, primero en la Escuela Preparatoria de Santo Domingo y, posteriormente, en su propia residencia.
Por otro lado, también en 1883, el pintor dominicano Luis Desangles Lubiles fundó su casa-taller en la calle Padre Billini, en la Ciudad Colonial de Santo Domingo. Su taller se convirtió rápidamente en un centro neurálgico para la formación artística y en un espacio de encuentro intelectual, frecuentado por figuras como Eugenio María de Hostos, Américo Lugo, Francisco Henríquez y Carvajal y Emilio Prud’Homme. Desangles impartía clases de dibujo, pintura y escultura, y su influencia se extendió a una nueva generación de artistas dominicanos.
El 27 de febrero de 1885, coincidiendo con el aniversario de la fundación de la República, se organizó una exposición para mostrar los avances de la nueva generación de futuros artistas. El evento tuvo lugar en los salones de la Sociedad de Amigos del País, donde se presentaron obras de Juan Hernández Corredor y Cruz y de sus alumnos. La muestra fue bien recibida por la crítica, y varias piezas fueron premiadas por un jurado integrado por el artista y fotógrafo S. D. Levy, el pintor Alejandro Bonilla y Francisco Aybar.
Entre sus discípulos se destacó un adolescente de unos 15 años, Abelardo Rodríguez Urdaneta (1870), quien más tarde desempeñaría un papel central en la historia del arte nacional durante el período academicista. Sin embargo, en 1886, tras una intensa y fructífera labor pedagógica, Juan Hernández Corredor y Cruz abandonó el país para regresar a Europa. Su breve pero influyente paso por Santo Domingo sentó las bases para el desarrollo de una enseñanza artística más formal.
Tras la salida de Juan Hernández Corredor en 1886, el pintor dominicano Luis Desangles asumió el rol de principal referente en la formación artística del país, convirtiéndose en el continuador de la labor docente iniciada por su antecesor. Desde su casa-taller en la calle Padre Billini, en la Ciudad Colonial de Santo Domingo, Desangles instruyó a una nueva generación de artistas y consolidó su taller como un espacio de formación artística y diálogo intelectual.
En 1893, durante el régimen de Ulises Heureaux, Desangles fue exiliado tras el descubrimiento de una serie de pinturas anónimas que representaban al dictador colgado, atribuibles a algunos de sus estudiantes. La respuesta del gobierno incluyó el cierre de su taller, la clausura de su espacio como centro cultural y su expulsión forzada del país. Este hecho marcó una nueva interrupción en la continuidad institucional de la enseñanza artística en la capital.

### SigloXX

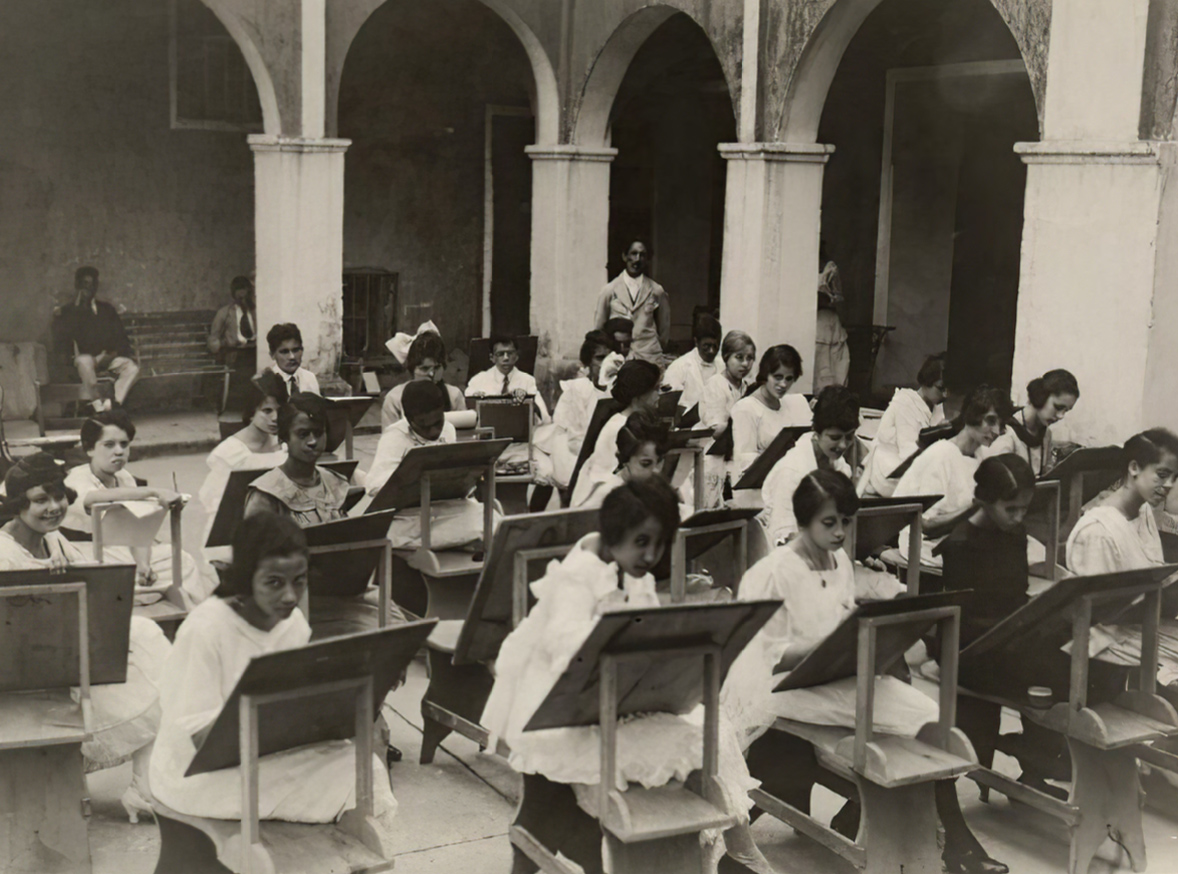
Clase de dibujo al aire libre en la Escuela de Dibujo y Pintura de Abelardo Rodríguez Urdaneta, circa 1918.

Tras la muerte del dictador Ulises Heureaux en 1899 y con la llegada al poder de Ramón Cáceres (1906-1911), se restablecieron las condiciones para retomar el proyecto de enseñanza artística en el país. En 1908, el escultor y maestro Abelardo Rodríguez Urdaneta, antiguo alumno de Juan Hernández Corredor, aprovechando sus vínculos personales con el presidente Cáceres, fundó una escuela-taller en Santo Domingo, esta vez con el respaldo del gobierno. Aunque operaba como una institución privada, funcionaba de manera regular como si fuese oficial, ofreciendo formación en dibujo, pintura, escultura y fotografía. La escuela se mantuvo activa hasta 1933, año en que falleció su fundador, y se consolidó como el centro de enseñanza artística más influyente del país durante el primer tercio del siglo XX.
Rodríguez Urdaneta fue un maestro innovador, promotor de nuevas técnicas, organizador de exposiciones y formador de una destacada generación de artistas dominicanos. Entre sus alumnos se encuentran Delia Weber, Tuto Báez y otros artistas que desempeñarían un papel fundamental en el desarrollo del arte moderno en la República Dominicana.
Tras el fallecimiento de Abelardo Rodríguez Urdaneta en 1933, la ciudad de Santo Domingo volvió a quedar sin una escuela formal de Bellas Artes, ya que su taller había sido el principal espacio de formación artística durante décadas. En ese vacío institucional, la reconocida artista Celeste Woss y Gil fundó hacia 1924 una pequeña escuela de arte que, aunque inicialmente modesta, adquirió notable relevancia durante la década de 1930, 
No obstante, ante la inminente creación de una institución estatal de enseñanza artística, la propia Woss y Gil optó por cerrar su escuela e integrarse al cuerpo docente fundador de la nueva Escuela Nacional de Bellas Artes, establecida oficialmente el 19 de agosto de 1942.
Este vacío institucional fue finalmente resuelto durante la dictadura de Rafael Leónidas Trujillo, cuyo régimen impulsó la fundación de dicha escuela como parte de su proyecto cultural. La creación de esta institución marcó el inicio de la enseñanza artística pública y oficial en la República Dominicana.

## Fundación de la Escuela Nacional de Bellas Artes y el impacto del exilio europeo (1939–1945)

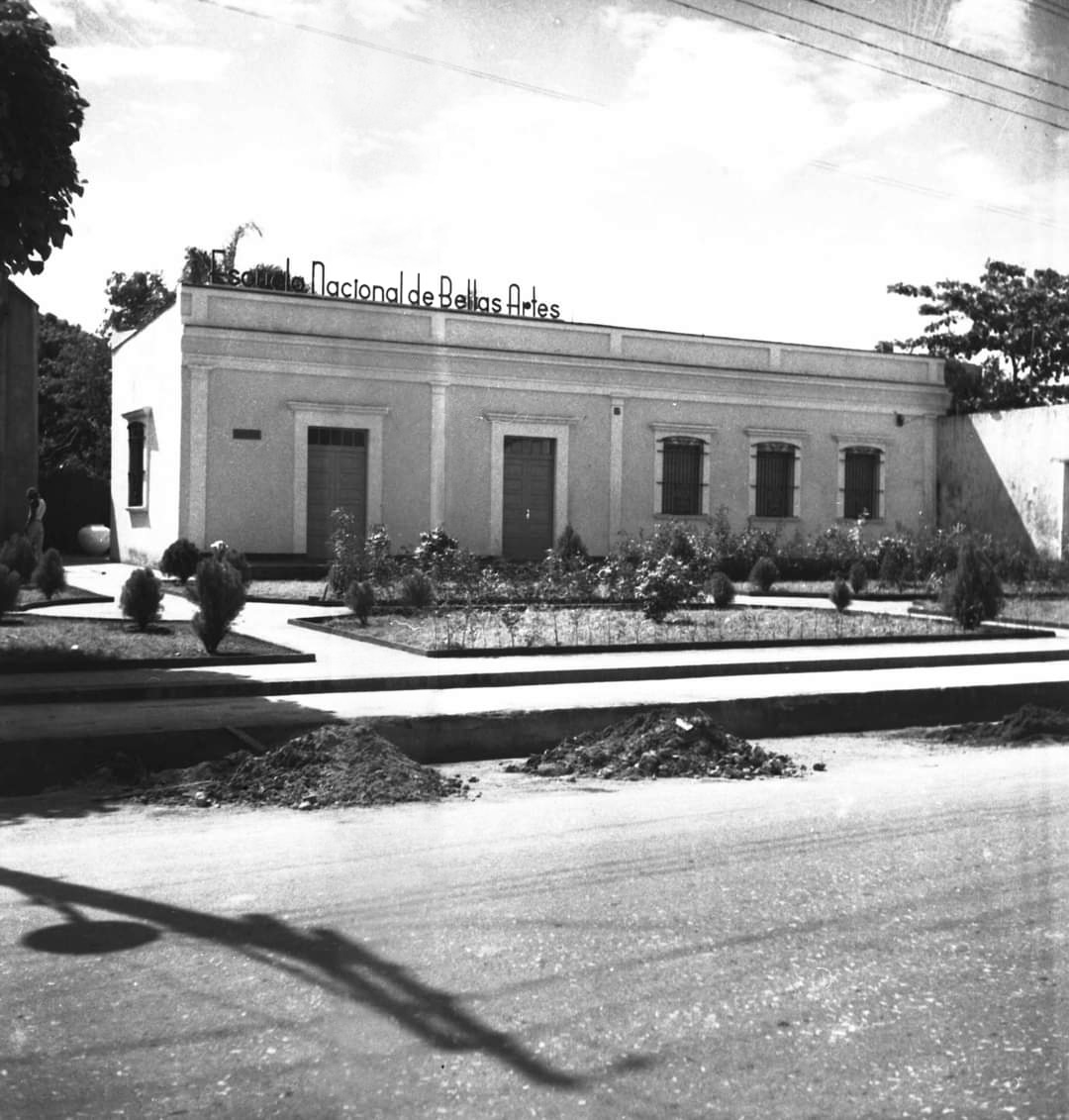
Vista exterior de la sede original de la Escuela Nacional de Bellas Artes de Santo Domingo, inaugurada el 19 de agosto de 1942.

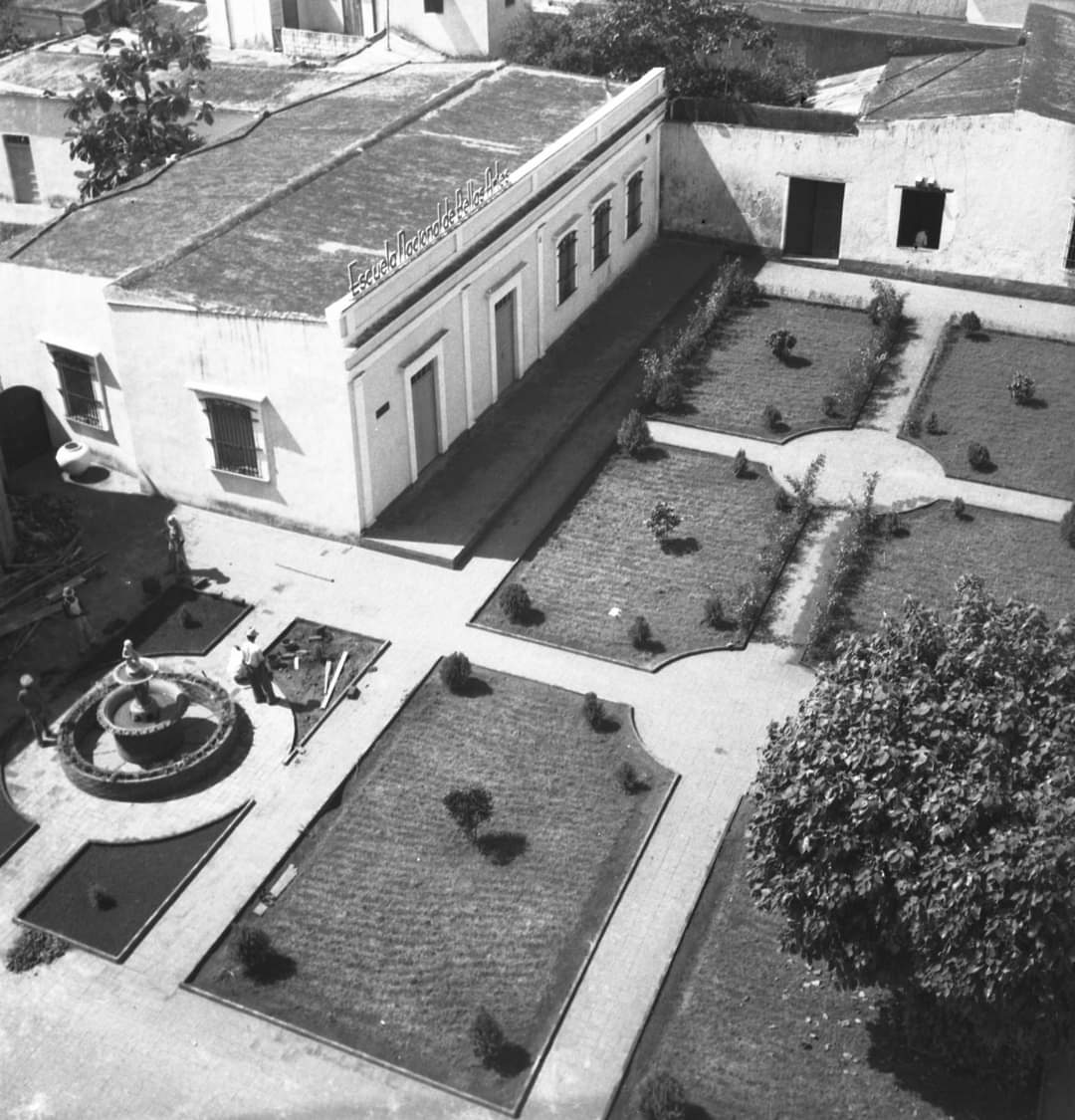
Vista aérea de la Escuela Nacional de Bellas Artes de Santo Domingo, tomada poco antes de su inauguración en 1942. En la imagen se observa el diseño original del jardín central y fuente.

En 1939, la República Dominicana recibió un significativo grupo de artistas e intelectuales europeos que huían tanto de la Guerra Civil Española como de los inicios de la Segunda Guerra Mundial. Muchos de ellos fueron acogidos por el régimen de Rafael Leónidas Trujillo, quien ofreció asilo a una parte del exilio republicano español y a otros perseguidos del contexto europeo.
Esta ola migratoria, conocida como la etapa dorada del exilio franquista, trajo al país figuras destacadas de la pintura, la literatura, el periodismo, la jurisprudencia y las ciencias, representando un valioso legado cultural que España perdió y que la República Dominicana incorporó como parte de su patrimonio intelectual.
En este contexto, y como respuesta a la necesidad de una institución formal de enseñanza artística, se fundó en 1942 la Escuela Nacional de Bellas Artes. Entre sus primeros docentes se encontraban el pintor español José Gausachs, el pintor alemán George Hausdorf y la artista dominicana Celeste Woss y Gil. El currículo abarcaba materias como dibujo, pintura, escultura, artes aplicadas, bodegones y estudios de vestuario. El primer director de la institución fue el escultor español Manolo Pascual.
La primera exposición anual de la escuela fue inaugurada el 10 de julio de 1943.
En los años siguientes se integraron nuevos profesores: en 1944, el médico Maireni Cabral fue nombrado docente de anatomía artística, y el ingeniero Pou Ricart asumió la cátedra de perspectiva, siendo reemplazado posteriormente por el ingeniero Amable Frómeta. En 1945, el padre Roble Toledano fue designado profesor de historia del arte.
Ese mismo año se graduó la primera cohorte de egresados con título de profesores de dibujo, entre ellos: Luz María Castillo, Aída Roquez, Luis José Álvarez del Monte, Rafael Pina Melero, Gilberto Hernández Ortega, Gilberto Fernández Diez y Luis Martínez Richiez.
A lo largo de su historia, la Escuela ha cambiado de sede en varias ocasiones: desde la calle Las Mercedes al Palacio de Borgellá, hasta establecerse definitivamente en 1989 en su ubicación actual, en la intersección de la calle El Conde con Isabel La Católica, en la Ciudad Colonial de Santo Domingo.
La Escuela Nacional de Bellas Artes es una dependencia de la Dirección General de Bellas Artes, organismo creado por la Ley No. 311 del 19 de julio de 1940, y que funciona bajo la supervisión del Ministerio de Cultura. Esta Dirección tiene a su cargo la coordinación y supervisión de todas las instituciones dedicadas a la enseñanza de las Bellas Artes en el país, así como la administración del Palacio de Bellas Artes de Santo Domingo.

## Directores de la Dirección Generales de Bellas Artes
Entre las personalidades que han sido directores generales están:
Néstor Caro, Rafael Díaz Niese, Enrique de Marchena, Darío Suro, Jaime Colson, Aris Azar, Emil de Boyrie Moya, Horacio Vicioso Soto, Héctor Inchaustegui Cabral, Prosper Ruiz Coén, Máximo Avilés Blonda, Virgilio Díaz Grullón, Pedro Morales Troncoso, José de Jesús Álvarez, Rubén Suro, Arístides Inchaustegui, Florencia Pieret, Carmen Heredia, Manuel Marino Miniño, José del Monte, Jacinto Gimbernard, Ricardo Bello, Franklin Domínguez

## Directores de la Escuela Nacional de Bellas Artes
Han sido directores de la Escuela Nacional de Bellas Artes, además de su fundador Manolo Pascual: José Vela Zanetti, José Gausachs, Yoryi Morel, Celeste Woss y Gil, Gilberto Hernández Ortega, Joaquín Priego, Guillo Pérez, Joaquín Mordán Ciprián, Ana Luisa García (Interina), María Aybar (solo nombramiento), Marianela Jiménez Reyes, Rosa Tavárez, Juan Medina Ramírez, Manuel Toribio, Miguel Valenzuela, Eric Genao Aude, Mirna Ledesma (Interina), Iris Pérez desde el 2020.

### Secretarias Administrativas de la Escuela
- Enriqueta Lamarche
- Ana Luisa García
- Rosa Tapia de Sánchez

## Artistas que han impartido clases desde su fundación
Almanzar Frank, Almoina José, Balcacer Ada, Batlle Ana Belle, Benavante Ángel, Berenguel Dolores, Disla Leopoldo, Briones Gonzalo, Bidó Cándido, Cabral Maireni (Dr.), Cartagena Aída, Castellanos Glauco (Arq.), Cepeda Carolina, Colson Jaime, Cruz Gaspar Mario, Cruz Méndez Manuel Ramón, Cruz Alexis, Cuevas Alonso, de Alba Santizo Joaquín, De Pellerano Soucy (Jesusa Estela Castillo de Pellerano), De Prat Rafael, Fabre Vicente, Faxas Rafael, Fernández Spencer, Flores Roberto, Frometa José Amable, Fulop Joseph, García Liliana, García de Villena Pedro, Gausachs José, Giudicelli Paúl, Haché Ángel, Hausdorf George, Hernández Ortega Gilberto, Javier Freddy, Jazmín Aracena Nicolás, Jiménez Marianela, Ledesma Clara, Liz Domingo, Lora Milán, Lothar Ernesto, Martínez Julio César, Martínez Richiez Luis, Medina Juan, Mejía Radhamés, Minaya Emeric, Miller Jeannette, Montilla Gloria, Montilla René, Mordán Ciprián Joaquín, Morel Yoryi, Muñoz Dustin, Núñez Elsa, Ortega Antonio, Paap Hans, Padovani John, Pascual Manolo, Pelletier José, Peña Antonio (Cuquito), Pérez Guillo, Pérez Leopoldo, Pérez Montás Eugenio, Pérez Iris, Pichardo Eligio, Pimentel Vicente, Pina Melero, Pou Ricart Leo, Prats Ventós Antonio, Priego Joaquín, Quiroz Manolo, Ramírez José (Conde), Robles Toledano Óscar, Rodríguez José R., Rosado Nancy, Rosario Gabino, Rotellini José Ramón, Sánchez Borayta, Santana Norberto, Santos Martín, Serra Nidia, Solano Euclides, Soñé del Monte Félix, Sterling Amable, Suncar Fernando, Tavárez Rosa, Toribio Antonio, Toribio Manuel, Traboux Manuel, Ureña Rib Fernando, Vela Zanetti José, Vicioso Micky, Woss y Gil Celeste.
Al final del año escolar en el mes de julio, se hace una exposición conjunta de los mejores trabajos de cada asignatura impartida durante el año. En los últimos años a los egresados de la Separación de Campos (Especialidad) se les ayuda a preparar una exposición individual como forma de presentarlo a la sociedad.